# Crime en Aveyron
Série Crime à...
Crime en Lozère
(2014)
Pour plus de détails, voir Fiche technique et Distribution.
Crime en Aveyron est un téléfilm policier français réalisé par Claude-Michel Rome en 2014. C'est le premier d'une série de téléfilms : Crime à..., avec un personnage principal récurrent, la 
substitut du procureur Elisabeth Richard incarnée par Florence Pernel, secondée dans ses enquêtes par un capitaine de gendarmerie Paul Jansac (Vincent Winterhalter), puis le capitaine Charles Jouannic (Guillaume Cramoisan).
Il est suivi la même année par Crime en Lozère, puis par Crime à Aigues-Mortes en 2015, Crime à Martigues en 2016 et Crime dans les Alpilles en 2017, avec les deux mêmes acteurs principaux, et Crime dans le Luberon en 2018 puis Crime dans l'Hérault en 2020, et Crime à Biot en 2021, toujours avec Florence Pernel, et Guillaume Cramoisan dans le rôle d'un autre capitaine de gendarmerie.
Le téléfilm est une production de Paradis Films.

## Synopsis
Un homme est assassiné à Laguiole, en Aveyron, pays de l'Aubrac. La jeune Élisabeth Richard, substitut du procureur de Rodez, est chargée de  l'affaire. Elle doit composer avec l'hostilité a priori du capitaine de gendarmerie Paul Jansac, promu à la force du poignet et pas enthousiaste à l'idée d'être subordonné à une femme. Il changera peu à peu d'avis, jusqu'à renverser totalement son point de vue sur la charmante et compétente vice-procureure... Élisabeth quant à elle doit surtout démêler les imbroglios d'antagonismes ancestraux et percer les lourds secrets de familles pour démasquer le coupable.
Le film est à la fois une enquête criminelle et une peinture sociale.
L'homme n'est pas assassiné à Laguiole mais sur les terres (Montagne de Canuc) de la commune de Saint-Chély-d'Aubrac, dans l'Aubrac.

## Fiche technique
- Titre original : Crime en Aveyron
- Réalisation : Claude-Michel  Rome
- Scénario : Éric Heumann, Jean Falculete
- Pays d'origine : France
- Société de production : Paradis Films
- Langue : français
- Durée : 90 minutes
- Genre : Policier

## Tournage
Le téléfilm a été tourné en Aveyron, sur les communes de Laguiole, Espalion, Saint-Chély-d'Aubrac, Saint-Geniez-d'Olt, et dans le Cantal, à Saint-Urcize.

## Distribution
- Florence Pernel : la substitut du procureur Élisabeth Richard
- Vincent Winterhalter : capitaine de gendarmerie Paul Jansac
- Rodérick Drivet : Luc Olié, la victime
- Hélène Seuzaret : Caroline Olié, la sœur de Luc
- François Feroleto : Franck Cujas
- Jean-Pierre Bouvier : Étienne Olié, le père de Luc
- Yves Collignon : Michel Cujas, le père de Franck
- Michel Voïta : François Hascouet
- Jean-Pierre Becker : Robert Gastié
- Olivier Brun : Timothé Tardieu
- Caroline Dubois : Béatrice Simon
- Julia Burgun : Clémence Olié
- Jean-Pierre Malignon : Le ministre
- Michèle Gary : La patronne hôtel
- Jean-Claude Baudracco : Gilles Royer
- Julien Baudracco : Jeune éleveur 1
- Kevin Perez : Jeune éleveur 2
- Arnaud Pépin : Gendarme Maurin
- Nelly Pons : Marie Olié
- Régis Maynard : Médecin psychiatre
- Eléonore Echene : Amie Robert Gastié
- Bagheera : Le chat Hippolyte

## Audience
Date de première diffusion :  France : 1er mars 2014 sur France 3.
Le téléfilm a réuni 3 710 000 téléspectateurs soit 15,6 % de part de marché.